# Isles of Wonder
Isles of Wonder (Islas de lo maravilloso) es el álbum oficial de la ceremonia de apertura de los Juegos Olímpicos de Londres 2012. Estuvo disponible como descarga digital en la medianoche del 28 de julio de 2012 y como un doble CD, el 2 de agosto de 2012. La banda sonora está en su mayoría pregrabada y no incluye elementos de la actuación en directo, tales como los tambores de Evelyn Glennie, pero las dos canciones de Arctic Monkeys son abonadas en la portada del álbum cuando fueron grabadas durante el ensayo en el estadio el 23 de julio.
Aunque aparece como "Tubular Bells" / "In Dulci Jubilo", la canción de Mike Oldfield comienza con la introducción de "Tubular Bells" en su arreglo normal, seguido por una versión reordenada del mismo tema que, durante entrevistas Oldfield llamó "swingular bells".  La pieza que estuvo utilizando cuándo los villanos de literatura de los niños aparecieron muestra dos arreglos de "Far Above the Clouds" (de Tubular Bells III), y finalmente hay una versión "In Dulci Jubilo" seguido por una breve coda.
La portada del CD es una representación gráfica de los "pétalos" del pebetero olímpico de los Juegos Olímpicos y Paralímpicos de 2012 de Thomas Heatherwick.

## Listado de pistas
| Isles of Wonder - Disco 1 (The Ceremony) |                                                                | |          |  |
| N.º                                      | Título                                                         | Artista                                                                                                | Duración |  |
| 1.                                       | «I Still Believe»                                              | Frank Turner                                                                                           | 3:50     |  |
| 2.                                       | «Jerusalem / Flower of Scotland / Danny Boy / Bread of Heaven» | Four Nations Choirs                                                                                    | 3:40     |  |
| 3.                                       | «Nimrod»                                                       | LSO On Track                                                                                           | 3:31     |  |
| 4.                                       | «And I Will Kiss»                                              | Underworld (con Dame Evelyn Glennie)                                                                   | 17:15    |  |
| 5.                                       | «Tubular Bells / In Dulci Jubilo»                              | Mike Oldfield                                                                                          | 11:26    |  |
| 6.                                       | «Chariots of Fire»                                             | London Symphony Orchestra                                                                              | 4:27     |  |
| 7.                                       | «Sundowner»                                                    | Blanck Mass & London Symphony Orchestra                                                                | 3:32     |  |
| 8.                                       | «Bonkers»                                                      | Dizzee Rascal & Armand Van Helden                                                                      | 2:56     |  |
| 9.                                       | «Nimma Nimma»                                                  | A.R. Rahman (con Jaspreet Jasz)                                                                        | 4:00     |  |
| 10.                                      | «Heaven»                                                       | Emeli Sandé                                                                                            | 4:13     |  |
| 11.                                      | «Abide With Me»                                                | Emeli Sandé                                                                                            | 4:33     |  |
| 12.                                      | «I Bet You Look Good on the Dancefloor (en vivo)»              | Arctic Monkeys                                                                                         | 2:51     |  |
| 13.                                      | «Come Together (en vivo)»                                      | Arctic Monkeys                                                                                         | 3:08     |  |
| 14.                                      | «Caliban's Dream»                                              | Underworld (con Dockhead Choir, Dame Evelyn Glennie, Only Men Aloud!, Elizabeth Roberts, Alex Trimble) | 7:16     |  |

| Isles of Wonder - Disco 2 (The Athletes' Parade) |                                                               |                       |          |  |
| N.º                                              | Título                                                        | Artista               | Duración |  |
| 1.                                               | «Galvanize (comienzo)»                                        | The Chemical Brothers | 2:24     |  |
| 2.                                               | «Moon Watcher»                                                | High Contrast         | 3:18     |  |
| 3.                                               | «Always Loved A Film (Instrumental)»                          | Underworld            | 3:04     |  |
| 4.                                               | «Dark & Long (Dark Train)»                                    | Underworld            | 3:46     |  |
| 5.                                               | «West End Girls»                                              | Pet Shop Boys         | 2:26     |  |
| 6.                                               | «Minneapolis (High Contrast Remix)»                           | Underworld            | 6:12     |  |
| 7.                                               | «Reach»                                                       | High Contrast         | 4:16     |  |
| 8.                                               | «Ghost Dance»                                                 | High Contrast         | 2:40     |  |
| 9.                                               | «Confusion the Waitress (Darren Price & High Contrast Remix)» | Underworld            | 1:22     |  |
| 10.                                              | «Traktor [radio edit]»                                        | Wretch 32 (ft. L.)    | 2:05     |  |
| 11.                                              | «Olympians (High Contrast Remix)»                             | F Buttons             | 4:57     |  |
| 12.                                              | «Can't Stop This Fire»                                        | High Contrast         | 4:08     |  |
| 13.                                              | «Moon In Water (Instrumental)»                                | Underworld            | 2:42     |  |
| 14.                                              | «Crocodile (High Contrast Remix)»                             | Underworld            | 2:40     |  |
| 15.                                              | «Where the Streets Have No Name (High Contrast Remix)»        | U2                    | 4:16     |  |
| 16.                                              | «For Years»                                                   | High Contrast         | 3:24     |  |
| 17.                                              | «Dirty Epic (Darren Price & High Contrast Remix)»             | Underworld            | 2:56     |  |
| 18.                                              | «The Long Way Home»                                           | High Contrast         | 3:16     |  |
| 19.                                              | «Dark and Long (Darren Price & High Contrast Remix)»          | Underworld            | 3:28     |  |
| 20.                                              | «Rez (High Contrast Remix)»                                   | Underworld            | 6:24     |  |
| 21.                                              | «Heroes»                                                      | David Bowie           | 3:18     |  |
| 22.                                              | «Galvanize (finalización)»                                    | The Chemical Brothers | 0:38     |  |